# Propulsione elettrica a emissione di campo
La propulsione elettrica a emissione di campo (Field Emission Electric Propulsion, FEEP) è un concetto avanzato di propulsione elettrostatica, una forma di propulsore ionico che usa metallo liquido (solitamente cesio o indio) come propellente. Un dispositivo FEEP consiste di un elettrodo emettitore e uno acceleratore. Una differenza di potenziale dell'ordine di 10 kV viene applicata tra i due in modo da generare un forte campo elettrico sulla punta della superficie del metallo. Il campo estrae gli ioni che poi vengono accelerati ad alta velocità, solitamente più di 100 km/s. È richiesta una sorgente di elettroni separata per mantenere il veicolo elettricamente neutro.
A causa della sua spinta molto piccola (nell'ordine dai micronewton ai millinewton), i FEEP sono usati principalmente per il controllo dell'assetto al microradiante nei veicoli spaziali.